# Шуклецов, Валентин Тарасович
Валенти́н Тара́сович Шуклецо́в (2 марта 1924, Нолинский уезд, Вятская губерния — 6 июня 2016, Новосибирск) — советский и российский партийный и общественный деятель, ректор Новосибирского государственного педагогического института (1967—1975), проректор Новосибирской высшей партийной школы.

## Биография
Родился в деревне Телицыно. В 1927 году семья переехала из Вятской губернии в Западно-Сибирский край. С первого по десятый класс учился в Посевнинской средней школе Черепановского района.
Участник Великой Отечественной войны. В 1941—1944 годах — в составе 312-й и 88-й стрелковых дивизий служил в составе Калининского, Центрального и 3-го Белорусского фронтов. Перед Курской битвой был принят в ряды ВКП(б).
В 1948 году окончил экстерном заочное отделение исторического факультета Новосибирского государственного педагогического института. Работал преподавателем истории и директором Шурыгинской семилетней и средней школы Черепановского района, учителем и директором Убинской средней школы Новосибирской области.
Заочно окончил Академию Общественных наук при ЦК КПСС, кафедру истории советского общества. С января 1953  по сентябрь 1956 года был инструктором и заместителем заведующего отделом науки и школ Новосибирского областного комитета КПСС. С августа 1960 по июль 1961 года работал старшим преподавателем кафедры истории КПСС Новосибирского государственного педагогического института. С июля 1961 по май 1967 года — секретарь парткома, проректор по научной и учебной работе, доцент кафедры истории КПСС Новосибирской высшей партийной школы.
С марте 1967 по ноябрь 1975 года — ректор Новосибирского государственного педагогического института. Энергично руководил учебно-воспитательной и хозяйственной деятельностью института. Внёс значительный вклад в укрепление материальной базы вуза, в строительство учебного комплекса на Ключ-Камышенском плато: двух учебных корпусов для занятий в одну смену 4000 студентов, трёх общежитий на 2600 мест, столовой на 500 посадочных мест, учебных мастерских, спортивного комплекса, дома для профессорско-преподавательского состава на 216 квартир, необходимых коммуникаций.
В сентябре 1976 года был направлен переводом из НГПИ в Новосибирскую высшую партийную школу на должность проректора.

## Научная деятельность
В 1960 году защитил кандидатскую («Организационно-хозяйственное укрепление колхозов и подъем материального благосостояния колхозного крестьянства Западной Сибири 1953—1957 гг.»), в 1980 — докторскую диссертацию («Борьба партии за крестьянские массы Западной Сибири в годы революции и гражданской войны»).

### Избранные труды
- Шуклецов В. Т. Борьба партии за крестьянские массы Западной Сибири в годы революции и гражданской войны (1917—1920) : дис. … д-ра ист. наук : 07.00.01. — Новосибирск, 1981. — 439 с.
- Шуклецов В. Т. Гражданская война на территории Новосибирской области / О-во «Знание». — Новосибирск : Зап.-Сиб. кн. изд-во, 1970 [вып. дан. 1971]. — 84 с.
- Шуклецов В. Т. Курс политической истории современной России (1985—1998 гг.). — Новосибирск, 1999. — 155 с. ISBN 5-8036-0023-7
- Шуклецов В. Т. Октябрь в Сибири. — Новосибирск : Зап.-Сиб. кн. изд-во, 1968. — 40 с. — (Материал в помощь лектору и докладчику/ О-во «Знание». Новосиб. обл. организация).
- Шуклецов В. Т. Поиски истины в лабиринтах нашей истории : (публицистика 1960—2003 гг.). — Новосибирск : НГПУ, 2003 (Ризограф Пед. ун-та). — 209 с. ISBN 5-85921-411-1
- Шуклецов В. Т. Сибиряки в борьбе за власть Советов : Деятельность партии в крестьян. массах Зап. Сибири в годы революции и гражд. войны. — Новосибирск : Зап.-Сиб. кн. изд-во, 1981. — 271 с.

В 2009 году была издана брошюра «Марксизм: Теория и практика применения», написанная для молодежи левых взглядов, где объяснены доступным языком те основы, которые в советское время каждому давала школа и университет.

## Награды
- Орден Отечественной войны I степени (6.4.1985)[3]
- медали:
  - «За отвагу» (30.3.1943)[4]
  - «За победу над Германией»
  - «В ознаменование 100-летия со дня рождения Владимира Ильича Ленина» (1970)
  - «За освобождение Белоруссии».

## Комментарии
1. ↑  Деревня Телицыно, относившаяся в 1920-е годы к Порезской волости Нолинского уезда, в последующем входила в состав Телицинского сельсовета Унинского (в 1945—1955 — Порезского) района Кировской области; упразднена 9.3.1987[1].